# Anna (Frozen)
Anna es una personaje de Noruega de la película animada de Walt Disney Animation Studios de 2013 Frozen, y la franquicia derivada de esta, incluyendo su secuela de 2019 Frozen II. En su versión original fue interpretada por la actriz Kristen Bell en su etapa adulta, y por Livvy Stubenraunch y Katie López (diálogos) y Agatha Lee Monn (canciones) cuando era una niña. Fue creada por los directores Chris Buck y Jennifer Lee, quienes se basaron ligeramente en el personaje de Gerda del cuento "La reina de las nieves" del escritor danés Hans Christian Andersen. 
En esta adaptación, Anna es la princesa del reino ficticio escandinavo llamado Arendelle, y es hermana menor de la reina Elsa (Idina Menzel), quién es heredera al trono y posee el don de crear hielo y nieve. Cuando Elsa se autoexilia del reino cubriéndolo en un eterno invierno justo en el día en el que fue coronada reina, Anna debe embarcarse en una aventura muy peligrosa para traer de regreso a su hermana y juntas salvar a Arendelle de ese extraño invierno.
El cuento original y el personaje de la Reina de las Nieves en particular poseían problemas para adaptarlos en un largometraje. Muchos productores ejecutivos, incluyendo a Walt Disney, hicieron demasiadas propuestas con base en esta historia y crearon numerosas adaptaciones pero no podían incluir fácilmente a los personajes principales. Finalmente, los directores Buck y Lee solucionaron el problema proponiendo que Anna y Elsa fueran hermanas, estableciendo una relación dinámica entre estos personajes.
Los críticos de cine alabaron el optimismo, el entusiasmo y la personalidad de Anna y la interpretación que le dio Kristen Bell.

## Desarrollo

### Origen y concepción

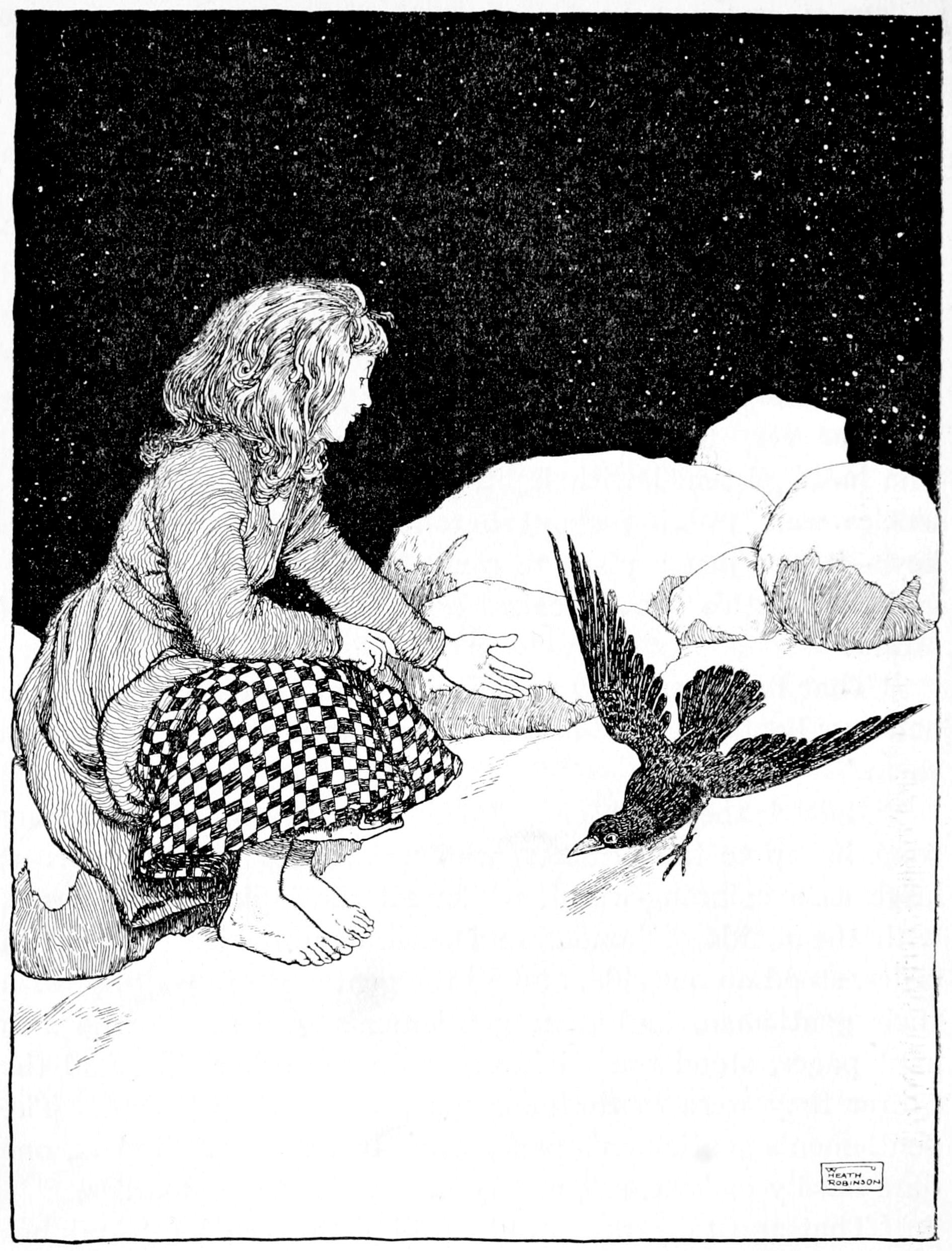
Una ilustración de Gerda, el personaje en que Anna está basada.

La idea de crear una adaptación del cuento de La reina de las nieves se dio por primera vez en los estudios Disney en 1943, cuando Walt Disney consideró colaborar con Samuel Goldwyn para producir una película biográfica de Hans Christian Andersen. Sin embargo, la historia y el personaje causaron demasiados problemas para Disney y sus animadores. Uno de los problemas principales que encontraron fue que no había una interacción directa entre la segunda protagonista del cuento, Gerda (quien después sirvió de inspiración para crear a Anna), y la reina de las nieves. Y obviamente, la versión de Andersen no había ninguna confrontación fuerte entre ellas: cuando la pequeña y valiente Gerda entra en el castillo de la reina y escucha las lágrimas de Kay, no está presente la reina. Es por eso que no había una razón suficiente para que ellas estuvieran juntas. Tiempo después, Glen Keane, Paul y Gaëtan Brizzi, Harvey Fierstein, Dick Zondag y Dave Goetz fueron los siguientes productores ejecutivos de la empresa en interesarse en crear la adaptación de este cuento, pero tampoco lograron hacerlo. En 2008, Chris Buck retomó la idea de crear esta adaptación. Así mismo, el proyecto original sería en dibujos animados tradicionales bajo el nombre de  Anna y la Reina de las Nieves. Pero a principios de 2010, la producción encontró el mismo problema y fue cancelado de inmediato. Jennifer Lee, la codirectora de esta película, dijo lo siguiente, "El problema que teníamos con el cuento original es que es demasiado simbólico. Fue muy difícil traducir el simbolismo del cuento en cosas concretas que la audiencia lograra entender. La película en si se concibió de manera concreta, así que ambas historias ya se pueden entender entre sí" 
Después del éxito de la película de 2010 Enredados, el 22 de diciembre de 2011, Disney anunció la fecha definitiva de la película, sería el 27 de noviembre de 2013, y el título oficial sería Frozen, y se mencionó también el nombre de los productores ejecutivos de la cinta: Peter Del Vecho y John Lasseter. Ahora que este proyecto sería de nueva cuenta revivido, uno de los mayores cambios que Buck y su equipo realizaron fue por fin darle una buena caracterización a los personajes principales. Los "storyboards" fueron presentados a Lasseter, y después él les dijo esto al equipo de producción: "Ustedes no han cavado lo suficiente sobre este cuento." Lasseter comentó que la versión de Chris Buck's era muy divertida y muy sentimental, pero los personajes no eran muy multifacéticos, y por lo tanto esto no era del agrado del productor.
El personaje original de Gerda, ahora conocida como Anna, fue uno de los personajes principales de esta historia, junto con la reina de las nieves, ahora con el nombre de Elsa y un nuevo personaje llamado Kristoff, quien esta ligeramente basado en el personaje de Kay. Al principio de la producción, los 3 personajes no fueron considerados muy unidos ni familiares entre sí, pero se creó una relación muy familiar y dinámica con Anna y Elsa haciéndolas hermanas, esta idea surgió con un miembro del equipo de producción pero nadie de ellos recuerda quien fue. Esto cambió la historia drásticamente , pasando del conflicto entre el bien y el mal al conflicto entre el amor y el miedo. Buck declaró que su guion aún conservaba partes básicas de la historia y del personaje de Gerda, citando las similitudes entre la historia original y su versión., "Gerda no renunció a encontrar a su amigo Kai. Lo único que realmente tuvo para él fue amor. Y el amor es el que conquista el miedo al final."

### Voz

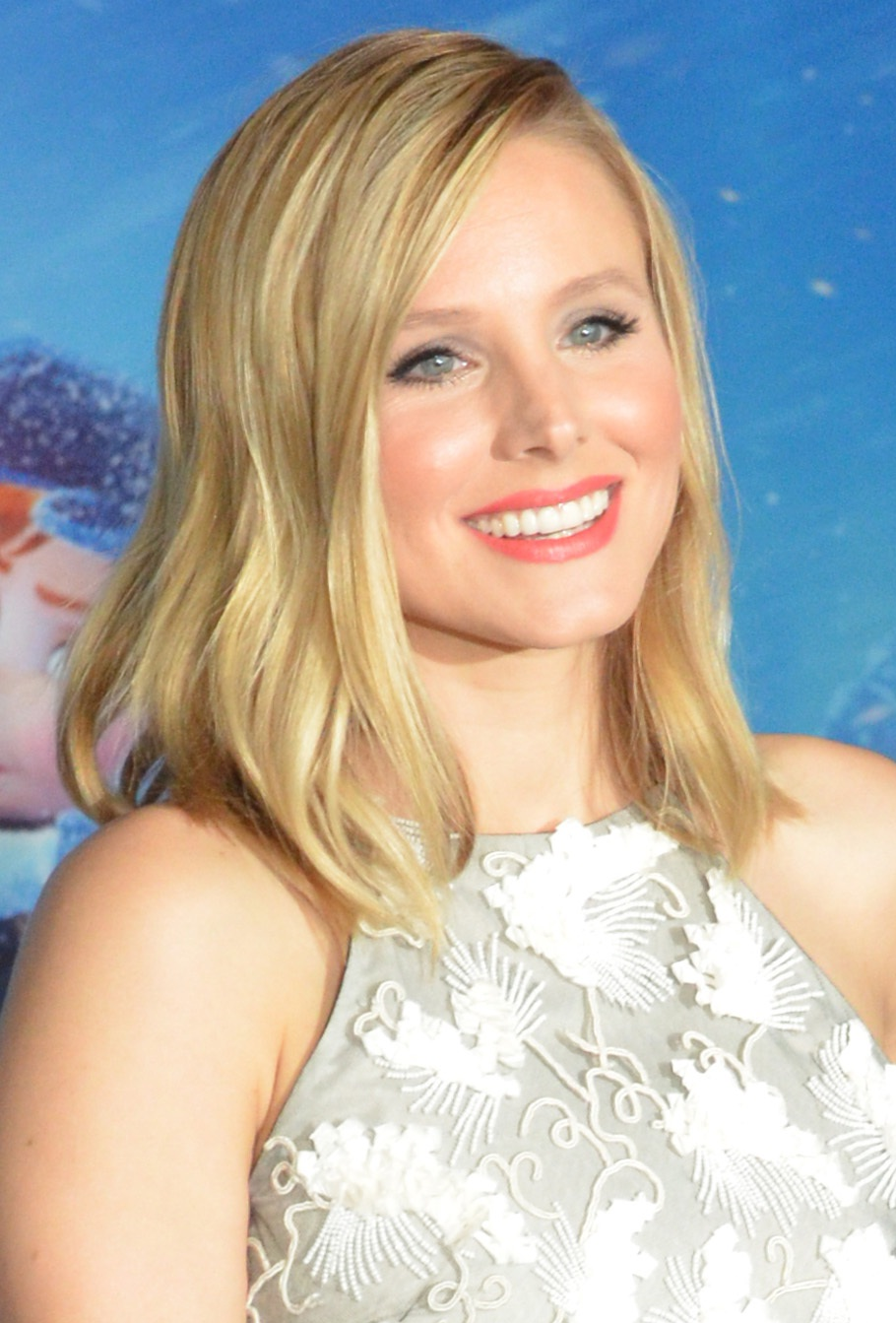
Kristen Bell fue quien le dio voz a Anna

El 5 de marzo de 2012, Kristen Bell audicionó para ser la voz del personaje en su etapa adulta. Livvy Stubenrauch fue elegida para interpretarla cuando era niña, mientras que Katie Lopez, hija de la pareja compositora, Kristen Anderson-Lopez y Robert Lopez, interpretó la voz cantada de Anna (niña), sobre todo en la canción "Do You Want to Build a Snowman?". Adicionalmente, Agatha Lee Monn, hija de la codirectora Jennifer Lee, interpretó a Anna de adolescente en esta canción. Lee explicó acerca de estas decisiones de casting, "Realmente queríamos usar los dos primeros versos de esta canción para enseñar la personalidad de Anna, y queríamos que la voz cantada reflejara los sonidos que hace una niña, y no necesariamente una niña de Broadway." Kristen Bell e Idina Menzel (quien le da voz a Elsa en el film) habían audicionado para ser la voz de Rapunzel en Enredados y ahí ambas se conocieron, pero ninguna se quedó con el papel.
Hablando acerca de sus sentimientos, Bell expresó: "Desde que tenía 4 años de edad, soñaba con actuar en una película de Disney". "Fue mi primera meta que me implementé a mi misma. Y lo consideré como algo inalcanzable." Ella describió a las películas de Disney como "la únicas que [ella] volvería a ver una y otra vez desde que era una niña" y continuó diciendo, "Conozco cada verso de las canciones de La sirenita. Y adoro la película de Aladdín. Cuando alguien le hizo la pregunta de quien era su personaje favorito de Disney, Bell respondió que es Ariel de La sirenita. "Porque yo pienso que era el cambio que Disney necesitaba, una chica que fuera una "princesa líder". Creo que ella no quería encontrar una pareja. Ella cantaba "Quiero ser como la demás gente. Quiero ver el mundo. Quiero una aventura fuera de mi zona de confort."" Bell describió su reacción inicial cuando fue elegida del cast diciendo: "Estoy en regocijo". Lee admitió que la elección de Bell como la voz de Anna fue influenciada después de que el equipo de producción escuchara una serie de grabaciones de sus voz cantando varias canciones de La sirenita, incluyendo "Parte de Él" cuando la actriz era una joven adolescente. Lee dijo esto después de la elección de Kristen como la voz de Anna: "Si no fuera por escuchar esas grabaciones de su voz cantada, hubiera sido difícil elegir a la persona correcta para la voz de Anna.
Ambos directores estaban impresionados de como Kristen e Idina se relacionaban. Lee mencionó esto al respecto: "Durante las sesiones de grabación, ellas cantaban una balada juntas, se sentía mucha emoción oírlas cantar que todo el personal que estaba en esa habitación irrumpió en llanto," Buck dijo. "No solo mostraron como se escuchaban sus voces cuando cantaban juntas, sino que como el poder de la música lograba ambientar perfectamente la historia." Sin embargo, Bell no sentía mucha confianza al grabar junto a Menzel, ella describió las experiencias de trabajar con su coestrella como "estresante". El dúo había ensayado en la casa de Idina una canción titulada "Wind Beneath My Wings", en donde Bell elogió grandemente la voz poderosa de Idina. Respecto a las canciones que realizó en la película, Kristen dijo: "Nosotras cantamos las encantadoras canciones de Kristen y Bobby Lopez, quienes escribieron 'Book of Mormon.' Y realmente es una música muy, pero muy divertida. Es realmente una buena música. Son increíbles para trabajar."
La directora Jennifer Lee fuertemente creyó que no había ninguna otra persona que interpretara a Anna más que Kristen Bell, diciendo lo siguiente, "Definitivamente fue una sorpresa escucharla cantar [durante las audiciones], sin saber que ella había forjado un entrenamiento clásico en su preparación para ser actriz. Además, tiene una voz tan cálida y dulce. Ella era todo lo que podríamos haber esperado de Anna." El codirector Chris Buck compartió las mismas ideas de Lee, comentando esto: "Kristen Bell fue la primera persona que consideramos para que interpretara a Anna. Hicimos muchas audiciones para encontrar a Anna, pero ella simplemente era la perfecta elección. Desde el principio Jennifer y yo amamos su actuación, y ella simplemente se convirtió en Anna y Anna se convirtió en ella. No sabiamos quien era quien." Idina Menzel también se sorprendió por la capacidad de canto de su compañera de trabajo, y dijo: "No sabía cuán buena cantante era. Rápidamente me di cuenta de eso y siempre tuve que decírselo constantemente porque no se lo contaba a nadie más. Ella siempre jugaba con eso". La compositora Kristen Anderson-Lopez reconoció la rapidez con la que Bell comprendía sus ideas, diciendo que colaboraría con la actriz por "el resto de su vida" si ella pudiera. La animadora Becky Bresee comentó sobre la interpretación de Bell diciendo "Su voz se presta bien para la personalidad del personaje."
Durante la producción, Bell y Menzel tuvieron que hacer muchas grabaciones y regrabaciones, y se les exigió que estuvieran juntas en la misma habitación cuando se encontraban en las escenas clave emocionales entre Anna y Elsa. "Incluso juntamos a Kristen e Idina para una canción. Eso realmente ayudó a elevar la canción porque tienen un dúo en la película y definitivamente ayudó a conducir eso" dijo el productor Peter Del Vecho. Chris Buck más tarde comentó que querían reunir a las actrices demasiado tiempo para que esto ayudara a agregar la química real y asombrosa que había entre ellas y las hizo realmente interactuar para lograr que se sintiera esa sensación de hermandad que había entre las protagonistas.. Las sesiones de grabación de Bell se completaron mientras ella estaba embarazada, y después tuvo que regrabar algunas de las líneas después de dar a luz, ya que su voz se había profundizado. Después de ver la película terminada, Bell describió su actuación como "fresca pero rara, surrealista y discordante a la vez", diciendo que estaba realmente orgullosa de que Anna "tuviera esa personalidad que ella le dio con su interpretación, incluso con la aprobación de los directores"."

### Diseño y caracterización
Anna, en particular y toda la película en general, sufrieron una serie de cambios durante su producción, y más cuando se decidió que este personaje se convirtiera en la hermana menor del personaje principal (La Reina de las Nieves). Describiendo el desarrollo del personaje, la directora Jennifer Lee dijo:, "Incluso con Anna hubo demasiadas complicaciones durante toda la producción. Había cosas que no encajaban con la personalidad de ella y con el paso del tiempo poco a poco empezaron a darle forma a lo que estaba destinada a ser, así que cambiamos parte de la animación para respaldarla." Bell, en general, describió a su personaje diciendo esto: "Ella no tiene buenas posturas, no es muy elegante, pero es una buena persona y es una persona absolutamente determinada." Lee agregó lo siguiente: "Ella no tiene superpoderes, pero es una de esas personas comunes que hacen algo extraordinario." Contrario a su hermana Elsa quién representa al miedo, Anna representa al amor, ella esta llena de optimismo con un corazón extraordinario. El director Chris Buck dijo esto, "Su arma secreta es el amor" mientras que el productor Paul Briggs comentó esto: "Ella es un personaje que está dispuesto a pararse a tu lado y defender lo que es correcto. Su hermana nació con una condición que tiene la forma de un mundo al que Anna no pertenece." En julio de 2013, Disney publicó las primeras imágenes promocionales de los personajes con sus respectivas descripciones. Anna recibió la siguiente: 

Anna es más atrevida que graciosa y, a veces, puede actuar antes de pensar las cosas. Pero también es la persona más optimista y cariñosa que jamás conocerás. Ella anhela reconectarse con su hermana, Elsa, ya que tuvieron una relación muy fuerte durante su infancia. Cuando Elsa desata accidentalmente un secreto mágico que encierra al reino de Arendelle en un invierno eterno, Anna se embarca en una peligrosa aventura para arreglar las cosas. Armada solo con su audacia, una actitud de no rendirse y su fe en los demás, Anna está decidida a salvar tanto a su reino como a su familia.

Para que una persona comprenda y desarrolle completamente su propio personaje, y luego pueda impartirlo al equipo, los directores y productores de la película decidieron tener líderes de personajes y supervisores de animadores en personajes específicos. Becky Bresee, la primera jefa de animación, se desempeñó como animadora supervisora de Anna. Ella describió su trabajo como "hacer al personaje más creíble". Para lograr esto, tuvo que representar parte de una secuencia en la película entre Anna y Kristoff varias veces, cada una de ellas enfatizando los gestos del personaje de manera diferente. "Anna está un poco nerviosa e incómoda, y tuve que encontrar una manera de poner eso en la animación", explicó Bresee.
Bell dijo que al principio Anna fue escrita para ser sencilla y de un carácter más general. "En el primer borrador del guion se escribió más, en mi opinión, remilgada. Era bastante específica y muy femenina", lo que a Bell no le pareció atractivo. Ella admitió que siempre había querido ser parte de la película animada de Disney, pero "quería ser un tipo de princesa muy específica", que "debía ser mucho más torpe que las princesas normales", no una persona con buenas posturas o que hablara con un lenguaje muy refinado. Cuando se le ofreció el papel de Anna, a Kristen se le ocurrieron muchas sugerencias y se los comentó a los directores. Ellos aceptaron y le permitieron a la actriz moldear la personalidad del personaje como ella quisiera, ya que querían que la película fuera veraz. Bell significantly made specific changes to Anna, including the infusion and incorporation of the actress' own personality to the character,  embodying a relatable heroine, which received full support from the directors. Ella dijo que la escena en la que Anna se encuentra por primera vez con Hans es un "momento típico de Disney", ya que se acercan demasiado físicamente y descubren que ambos se enamoran. Bell quería que las palabras de Anna reflejaran lo que ella misma diría en la vida real, que incluía algunas "divagaciones sin sentido". "Creo que dije:"Esto es incómodo. No eres incomodo. Yo soy torpe. Eres hermoso. Espera, ¿qué?. "Las palabras simplemente salen de su boca demasiado rápido y ella se siente avergonzada". O toda la escena en la que despierta y tiene saliva en toda la cara, Bell "quería que ella también tuviera cabello en la boca", inspirándose en su propia vida real. "A veces me despierto así. Luego tienes el pelo en la boca y empiezas a toser. Los animadores entendieron todo lo que estaba tratando de hacer. Es genial, y mucho más divertido cuando las cosas son así, en lugar de la perfección de despertar con el maquillaje puesto." El ronquido y los tropiezos de Anna también se inspiraron en la vida real de Bell. Las sesiones de grabación de Bell también fueron filmadas en video para ayudar a animar al personaje, y los animadores tomaron en consideración varios gestos y movimientos corporales, incluso cosas sutiles como que la actriz se mordía mucho el labio.
Cuando se le preguntó sobre el mayor encanto de Anna, Bell dijo que "su encanto está en algún lugar entre su sinceridad y su optimismo. Anna es genuina, sincera y combinada con optimismo, y las personas eternamente optimistas son las personas más carismáticas, mucho más atractivas que aquellas con un mal carácter." También expresó por qué el personaje le parecía adorable: "Por tener a Anna en una situación en la que comienza la película sin amigos, porque su estilo de vida no le ha permitido tener un reino completo. Ella corre, porque quiere amigos"." Bell dijo que la historia de la película es "otro punto de inflexión" para la animación de Disney porque el amor que se muestra en esta historia es el amor entre hermanos, un amor no romántico. Anna quiere conocer el mundo y también lo quiere explorar, pero también quiere fomentar las relaciones a su alrededor, particularmente la relación familiar. "Es muy poco tradicional para una película de Disney", agregó.
Respecto a la influencia de Bell sobre Anna, el director Chris Buck dijo que su personalidad era muy divertida y enérgica. "Teníamos ya descrito el personaje de Anna, pero Kristen realmente vino, le puso su buena caracterización y lo hizo aún más divertida y aún más dulce, creo, y más creíble como un personaje tridimensional", dijo. También admitió que se "enamoró de la voz y del espíritu de Kristen Bell]". La directora Jennifer Lee dijo que le simpatizaba mucho Kristen porque la actriz compartía una similitud con ella, que las chicas podrían ser divertidas. "Así que ella fue una colaboradora fantástica", agregó Lee.  El dúo de compositores Kristen-Anderson Lopez y Robert Lopez luego comentaron que habían escrito muchas de las primeras canciones para Kristen, para Anna, pero "cuanto más trabajábamos con Kristen Bell, más influía más". Entiendieron rápidamente que Anna era Kristen Bell.
Los trajes de Anna en la película fueron realizados bajo la investigación de los estilos de ropa noruegos. Sobre la base de estos hallazgos, la directora de arte Brittney Lee y su equipo descubrieron posteriormente cuales materiales deberían usarse para el vestuario. La codirectora Jennifer Lee creó un alegre vestuario con estampados florales "juguetones" y colores saturados para reflejar con precisión la personalidad de Anna. Los animadores también tomaron en cuenta el clima en el que ella vive, así que la vistieron con pesadas lanas y terciopelos, reflejando así cual es la ropa tradicional de invierno de la zona escandinava. Los animadores agregaron estructuras a los disfraces de una manera, como vestidos plisados, que le permitieran a ella moverse de una manera más realista, dando al personaje un rango libre de "girar todo lo que ella quiesiera" a lo largo de la película. Con el fin de profundizar el contexto cultural de la película, se agregó rosemaling, una forma tradicional del arte popular decorativo noruego, a casi todos los trajes de los personajes. Anna y su hermana, Elsa, también disfrutaron de una gran cantidad de tipos de disfraces y capas de vestimenta que nunca se habían hecho antes. Como estos personajes están corriendo por la nieve, tienen que tener enaguas, ropa interior, capas, "y una cantidad de cosas que fueron diseñadas meticulosamente", explicó Brittney.

#### Apariencia
Anna tiene las facciones típicas de una princesa Disney, que incluyen una figura alta y esbelta, grandes ojos (de color azul turquesa), labios delgados y una nariz pequeña (algo también realizado con Elsa). Su apariencia física atrajo mucho la atención debido a su gran parecido con Rapunzel de la película Enredados, sin embargo, hay muchas diferencias entre ellas. Los ojos de Anna están un poco más hacia arriba, sus mejillas son un poco más redondas al igual que el contorno de su cara y su barbilla, y sus cejas y pestañas son más delgadas que las de Rapunzel. Incluso, Anna tiene un tono de piel más claro que ella. Además, Anna tiene más pecas que Rapunzel y más en sus hombros. Las cejas de Anna se arrugan cuando se mueven, y ella tiene los músculos del cuello más prevalecientes, incluso aparecen cuando habla, y su cabello pelirrojo, comúnmente, esta atado en dos coletas trenzadas y tiene un flequillo en el lado derecho de la frente. Durante los eventos de Frozen tiene un mechón blanco en el lado derecho, que desaparece al final de la película. En Frozen 2 lleva el cabello suelto con una pequeña trenza que le cruza de izquierda a derecha. El traje de invierno que ha caracterizado por siempre a Anna es una ropa tradicional noruega llamada "Bunad", y el diseño consiste en una falda azul oscuro (que consiste en Rosemaling en forma de lavandas en la parte inferior del vestido con un corte con pequeños puntos, con lilas y un diseño similar a una rosa alrededor de la falda en cada punto, y cada lila sobre unos bordes redondos) con un corseé negro con borde dorado y grabados de Rosemaling color verde, rojo, amarillo y púrpura, una blusa azul cían de manga larga y botas de cuero de tacón negras con estampados de color oro y suelas de color magenta. Ella también lleva un gorro de color magenta con forro púrpura, un par de guantes de color azul marino con las palmas de las manos azules, y una capa magenta que hace juego con el gorro, forros de color púrpura, y pequeñas borlas color Bizancio en el borde de la capa con un broche plateado que consiste en un par de corazones con estampados grises atando su capa y lápiz labial de color magenta.

## Apariciones

### Filmografía deFrozen

#### Frozen
Anna es la hija menor de la familia real de Arendelle, cuya hermana mayor, Elsa, nació con el poder de crear y controlar el hielo y la nieve. A pesar de esto, las hermanas se convierten en mejores amigas y con frecuencia usan las habilidades de Elsa para divertirse. Una noche, después de crear un muñeco de nieve llamado Olaf en la sala del trono, Elsa accidentalmente golpea a Anna en la cabeza con su magia, y el impacto la deja inconsciente. El rey y la reina llevan apresuradamente a Anna ante los trolls de la montaña en busca de ayuda. El líder de los trolls, Pabbie, puede curarla, pero a costa de cualquier recuerdo que Anna tenga de la magia de Elsa. En un esfuerzo por proteger a Anna, el rey y la reina cierran las puertas del castillo y, en general, restringen a Elsa a su dormitorio. Confundida por la repentina pérdida de contacto de Elsa, Anna hace repetidos intentos fallidos de sacarla de su habitación y deja de intentar reavivar su vínculo a medida que se convierten en adultos jóvenes. Las hermanas se aíslan aún más unas de otras después de que sus padres mueren en un naufragio durante un viaje de dos semanas a un lugar desconocido.
Tres años después, Elsa tiene 21 años y está lista para ser coronada reina. La gente de Arendelle se prepara con alegría para el día de su coronación. Anna (ahora de 18 años) se sonroja de emoción cuando las puertas del castillo se abren por primera vez desde la infancia de las hermanas. Mientras explora la ciudad, Anna conoce al Príncipe Hans de las Islas del Sur; los dos se conocen rápidamente y desarrollan una atracción mutua el uno por el otro. Aunque Elsa teme que su secreto sea revelado al público, su coronación transcurre sin incidentes. En la fiesta de recepción, Anna intenta convencer a su hermana de pasar más tiempo con ella, pero la rechazan fríamente. Herida, Anna se aleja y se topa con Hans nuevamente. Los dos tienen una cita por el reino y luego descubren que tienen mucho en común. Hans le propone matrimonio espontáneamente a Anna y ella acepta felizmente.
Anna pide la bendición de Elsa para casarse con Hans, pero ella se niega y la critica por aceptar casarse con alguien que acaba de conocer. Las dos hermanas discuten y Elsa accidentalmente expone sus habilidades. Al ver las reacciones horrorizadas de los invitados, Elsa huye del castillo presa del pánico y se esconde en las montañas heladas. Durante su retirada, sin darse cuenta, desata un invierno eterno en todo el reino de Arendelle. Anna, creyendo que es su culpa por empujar y presionar accidentalmente a su hermana, se dirige a buscarla y traerla de regreso, dejando a Hans a cargo de Arendelle hasta que ambas hermanas regresen.
En un puesto comercial durante su viaje, Anna conoce a un montañés y recolector de hielo llamado Kristoff y su reno Sven . Kristoff acepta llevarla a la Montaña del Norte, donde sabe que ha ocurrido un fenómeno mágico. El grupo es perseguido por lobos en el camino y luego se encuentra con un despreocupado muñeco de nieve llamado Olaf, quien sin saberlo fue traído a la vida por Elsa, a quien Anna recuerda de su infancia y la de Elsa, y luego los ayuda a llevarlos a su palacio. Las hermanas se reencuentran y Anna espera reavivar su relación. Sin embargo, Elsa, aunque la perdona por el incidente de la cornación, rechaza la ayuda de Anna y le ordena que se vaya. Anna le informa del eterno invierno que ha envuelto a Arendelle. Molesta y estresada, Elsa pierde el control de sus poderes, golpeando a Anna en el corazón y poniendo así en peligro su salud. Anna, seguida por Kristoff y Olaf, es expulsada por una criatura de nieve gigante, a quien Olaf llama Marshmallow. El cabello de Anna comienza a volverse blanco y comienza a temblar más como resultado del golpe accidental de Elsa. Preocupado por ella y su salud, Kristoff lleva a Anna con su familia, quienes resultan ser los trolls, para sorpresa de Anna. Una vez que llegan, los trolls creen que Anna es la novia de Kristoff, pero cuando les dicen lo contrario, intentan unirlos convenciéndolos de lo que sienten el uno por el otro. Mientras Kristoff y Anna intentan explicar la verdadera razón por la que están allí, se enamoran genuinamente el uno del otro. Sin embargo, sus momentos duran poco cuando Anna colapsa y casi se desmaya en los brazos de Kristoff. Grand Pabbie, quien se despierta de su siesta y siente la magia dentro de Anna, tristemente les informa a ella y a Kristoff que el corazón de Anna ha sido congelado accidentalmente por su hermana y, aunque es mágico, no puede quitar el hielo. Añade que sólo un acto de amor verdadero puede salvarla de congelarse por completo. A medida que más cabello de Anna se vuelve blanco y ella se debilita, Kristoff, creyendo que un beso romántico de Hans la curará, lleva a Anna de regreso al reino con él sosteniéndola en la espalda de Sven, y Olaf los sigue.
A medida que se acerca la mañana, Anna se debilita más en los brazos de Kristoff. En el castillo, Kristoff ayuda a Anna a entrar, con la ayuda del personal del castillo, antes de partir tristemente. En el interior, Anna reúne a Hans nuevamente y le pide un beso. Sin embargo, Hans revela que su compromiso fue simplemente una estratagema para apoderarse del trono de Arendelle y se burla de ella, diciendo que nadie la ama, dejando a Anna herida y molesta por la traición de Hans. Encierra a Anna en su habitación sin fuego para calentarse, planeando dejar que su maldición se acelere y la mate. Afortunadamente, Anna es rescatada por Olaf, quien descubre que la propia Anna no sabe qué es realmente el amor. Al ver a Anna molesta, Olaf la consuela recordándole que el amor es anteponer las necesidades de otra persona a las propias, usando a Kristoff como ejemplo. También le revela a Anna que Kristoff la ama. Al darse cuenta de sus verdaderos sentimientos mutuos de amor por este último, Anna escapa del castillo con la ayuda de Olaf y corre contra el tiempo para reunirse con él y encontrar a Kristoff antes de que se complete su maldición, pero tiene que enfrentarse a una tormenta de nieve que Elsa provocó sin darse cuenta. Cuando la tormenta finalmente amaina, Anna ve a Kristoff, pero también ve a Hans listo para matar a Elsa. Con unos segundos para decidir entre salvarse a sí misma o salvar a Elsa de Hans, luego se lanza entre ellos, protegiendo a Elsa y, sin darse cuenta, dejando a Hans inconsciente justo cuando ella se congela, sucumbiendo a su maldición y aparentemente muriendo en el proceso.
Mientras Elsa, desconsolada, llora por su hermana, Anna comienza a descongelarse de su estado congelado, ya que su decisión de sacrificarse para salvar a su hermana mayor constituye "un acto de amor verdadero". Al enterarse de esto, Elsa descubre que el amor es la clave para controlar sus poderes y puede descongelar el reino mientras usa su magia de manera segura en público. Anna se enfrenta a Hans antes de darle un puñetazo en la cara, haciéndolo caer del barco al agua. Luego le compra a Kristoff un nuevo trineo previamente prometido y se besan, comenzando su nueva relación. El vínculo fraternal entre Anna y Elsa se reaviva, y Elsa promete no volver a cerrar las puertas del castillo nunca más, para alegría de Anna.

#### Frozen Fever
Casi un año después de los acontecimientos de la primera película, Elsa organiza una fiesta de cumpleaños para Anna. Sin embargo, Anna descubre a través de los continuos estornudos de Elsa que Elsa se ha resfriado. A pesar de intentar hacer la fiesta perfecta para su hermana para compensar todas las anteriores, los estornudos de Elsa empiezan a crear pequeños muñecos de nieve (los snowgies), que intentan llevarse la tarta ellos mismos, y Elsa casi se cae de la torre del reloj. debido a su condición, sólo para ser rescatada por su hermana. Luego, Anna lleva a Elsa a descansar, le da sopa y le dice que cuidar de su hermana mayor es el "mejor regalo de cumpleaños" que recibió ese día. Mientras tanto, después de la fiesta, Kristoff, Sven y Olaf ayudan a transportar a los muñecos de nieve al palacio de hielo de Elsa en las montañas para vivir con Marshmallow.

#### Olaf's Frozen Adventure
En Olaf's Frozen Adventure, es la primera temporada navideña después de que se reabren las puertas del castillo. Para conmemorar la ocasión y "dar la bienvenida a la temporada", Anna y Elsa planean una fiesta sorpresa de Navidad para la gente de Arendelle, aunque las dos hermanas pronto se dan cuenta de que su propia familia carece de tradiciones como resultado de su largo aislamiento, lo que enoja mucho a Anna. Mientras tanto, Olaf tiene como misión encontrar una tradición navideña para que las hermanas la compartan. Si bien los esfuerzos de Olaf no tienen éxito, las hermanas luego revisan algunas de sus antiguas posesiones de la infancia y se dan cuenta de que, después de todo, sí tenían una tradición navideña. Cada año, para Navidad, Anna hacía una obra de arte de Olaf y la deslizaba debajo de la puerta de Elsa, lo que ayudaba a mantenerlos conectados mientras estaban separados y luego Elsa lo guardaba todo en una caja.

#### Frozen II
En la secuencia de flashback, algún tiempo antes de que tenga lugar la primera película, las jóvenes Anna y Elsa escuchan un cuento de su padre, el rey Agnarr, antes de dormir. Agnarr les dice que su abuelo, el rey Runeard, estableció un tratado con la tribu vecina de Northuldra mediante la construcción de una presa en su tierra natal, el Bosque Encantado, hace treinta y cuatro años. En la ceremonia, estalla una pelea que resulta en la muerte de Runeard cuando cae por un acantilado junto con el guerrero de Northuldra a quien intentaba derribar. La batalla enfurece a los espíritus elementales de la Tierra, el Aire, el Fuego y el Agua del bosque y los espíritus desaparecen y luego un muro de niebla desciende sobre el Bosque Encantado, atrapando a todos los que están dentro. Agnarr, sin embargo, logra escapar con la ayuda de un salvador desconocido, quien lo salva de la guerra y el príncipe regresa a Arendelle como el nuevo Rey.
Tres años después de los acontecimientos de Frozen , Anna celebra la llegada del otoño al reino con Elsa, Olaf, Kristoff y Sven. Una noche, cuando todos se han quedado dormidos, Elsa escucha y sigue una voz misteriosa que la llama y, sin querer, despierta a los espíritus elementales. Los espíritus perturban a Arendelle y obligan a todos, incluida Anna, a evacuar. Llegan Grand Pabbie y los Trolls; Pabbie les dice a Anna y Elsa que los espíritus están enojados por un evento pasado y que deben descubrir la verdad y arreglar las cosas.
Anna, Elsa, Olaf, Kristoff y Sven viajan más tarde al Bosque Encantado, siguiendo la misteriosa voz que llama a Elsa. El espíritu del viento (llamado Gale por Olaf), aparece y arrastra a todos, incluida Anna, en un vórtice, el movimiento constante hace que Anna se maree gravemente, hasta que los poderes de Elsa lo detienen, que luego formó una serie de esculturas de hielo. Anna y Elsa descubren que las esculturas son imágenes del pasado de su padre, y que su madre Iduna era una norteuldrana que salvó la vida de su padre hace tantos años. Al encontrarse con la tribu Northuldra y un grupo de soldados arendellianos que aún están en conflicto entre sí, el grupo se enfrenta al espíritu del Fuego y Anna casi sucumbe a la inhalación de humo mientras intenta mantener a su hermana a salvo y tener cuidado; sólo para ser salvado por Elsa y Kristoff. Después de que el Espíritu del Fuego, en realidad una salamandra, se calma, Elsa confronta a Anna por haberla seguido y casi morir en el fuego, y Anna admite entre lágrimas que solo entró allí para garantizar su seguridad, por lo que Elsa se disculpa por preocupar a Anna al consolarla. su. Anna y Elsa explican su ascendencia a los soldados de Northuldra y Arendelli cuando sacan el chal de su madre durante su consuelo, formando una tregua entre ellos. Posteriormente, se enteran de la existencia de un quinto espíritu que unirá al pueblo con la magia de la naturaleza.
Anna y Elsa continúan hacia el norte con Olaf. Descubren el naufragio de sus padres y un mapa de Ahtohallan, un río mítico que, según su madre, contiene recuerdos del pasado. Sintiéndose culpable por la muerte de ella y de los padres de Anna y sabiendo que enviarlos a ambos con ella alteraría el equilibrio entre ambos mundos, Elsa decide viajar sola y despide a Anna y Olaf, a pesar de que Anna le recuerda la advertencia en la canción de su madre y Teme perder a su hermana nuevamente. Al llegar a una cueva, Anna y Olaf reciben un mensaje sobre lo que sucedió en el pasado de parte de Elsa, quien se congela en las profundidades de Ahtohallan, lo que hace que Olaf se desvanezca debido a la pérdida de magia de Elsa.
Aunque desconsolada por la presunta pérdida de su hermana y su mejor amiga, Anna decide destruir la presa de su abuelo. Con la ayuda de Kristoff, Sven y los soldados arendellianos, atrae a los espíritus gigantes de la Tierra a la presa, quienes luego destruyen la presa con rocas y Anna apenas logra escapar del daño con el rescate de Kristoff y el teniente Mattias. Elsa se descongela de las acciones de Anna de destruir la presa y viaja en el Water Spirit Nokk de regreso a Arendelle, evitando que la inundación de agua liberada por la presa destruya el reino. Mientras la niebla se disipa del Bosque Encantado, Anna se disculpa con Kristoff por dejarlo atrás, pero él la consuela. Luego, uno de los espíritus le revela a Anna que Elsa está viva y bien mientras se reúnen y reconcilian entre sí. Luego, Elsa y Anna reviven a Olaf y Kristoff finalmente reúne el coraje para proponerle matrimonio a Anna, lo que ella acepta con entusiasmo. Elsa también le explica a Anna que ahora son el puente entre las personas y los espíritus, como ella dice. Algún tiempo después, Elsa abdica del trono, convirtiendo a Anna en la nueva Reina de Arendelle, mientras que Elsa se convierte en la protectora del Bosque Encantado y visita regularmente Arendelle mientras se restablece la paz en todas las tierras y reinos.

### En otros medios

#### Érase una vez

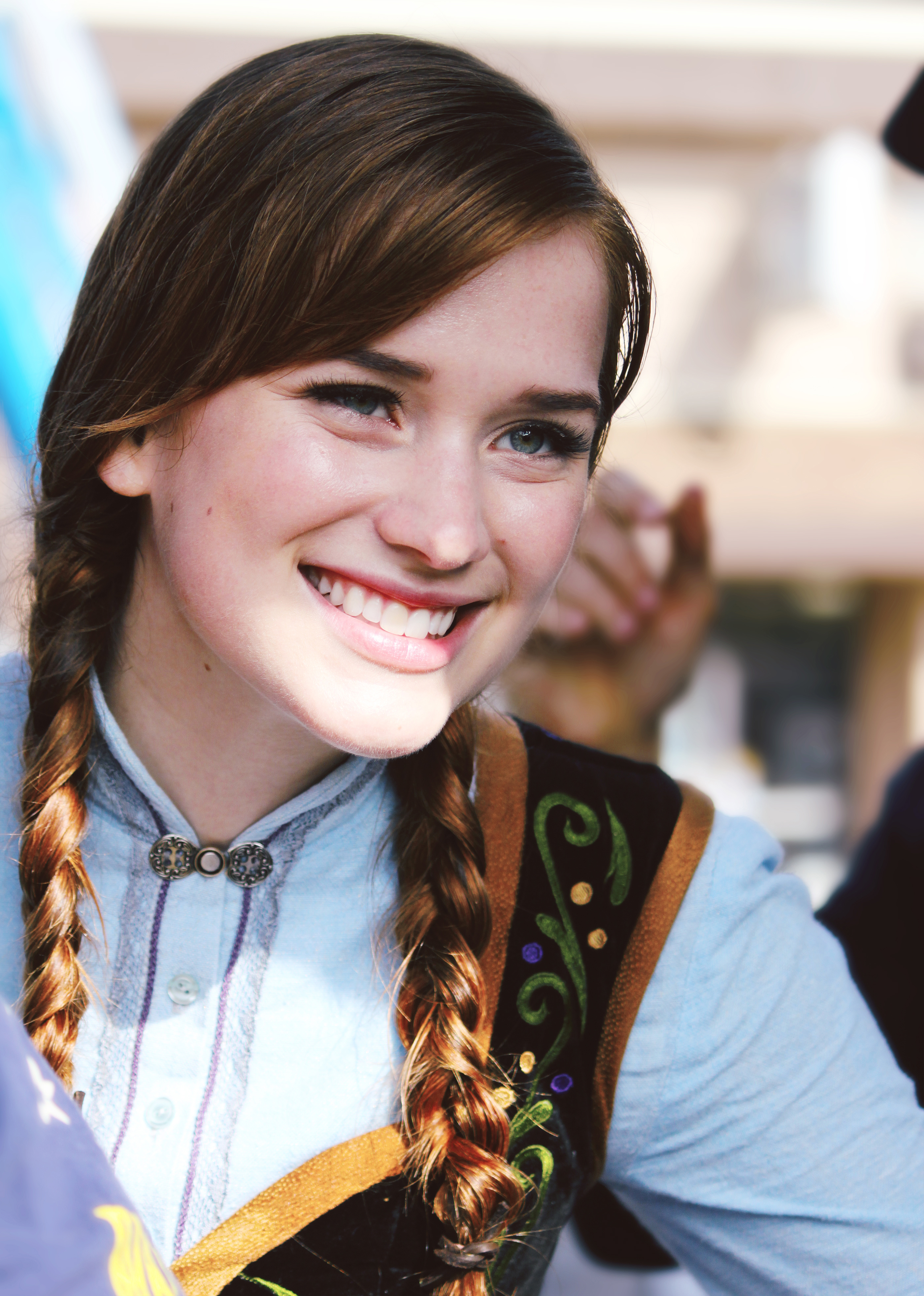
Elizabeth Lail caracterizada como Anna en Érase una vez.

Una versión de Anna aparece en la cuarta temporada de la serie dramática de fantasía de ABC Érase una vez, interpretada por Elizabeth Lail.

#### Otras apariciones en animación
- Anna y Elsa, junto a las Princesas Disney, aparecen en la película de 2018 Ralph Breaks the Internet. Su aparición se anunció en la D23 Expo 2017.[53]

- Anna es una de los varios personajes de Walt Disney Animation Studios que aparecen en el cortometraje de 2023 Once Upon a Studio.[54]

#### Videojuegos
- Anna es un personaje jugable en el videojuego de 2013 Disney Infinity, a través del uso de la figurilla correspondiente del personaje.[55]

- Anna es un personaje jugable en Disney Magic Kingdoms, siendo añadida en una actualización en diciembre de 2016, pudiendo ser desbloqueada por tiempo limitado.[56]

- Anna aparece en el mundo de Arendelle en el videojuego 2019 Kingdom Hearts III, cumpliendo el mismo papel que en Frozen.[57][58]

- Anna es un personaje jugable en el juego para dispositivos móviles Disney Heroes: Battle Mode, siendo añadida en una actualización en enero de 2022.

- Una versión alternativa de Anna aparece como personaje jugable en el videojuego de 2022 Disney Mirrorverse.[59]

- Anna aparece en el videojuego de 2022 Disney Dreamlight Valley como una de los habitantes del valle titular.[60]